# São Pedro do Esteval
São Pedro do Esteval ist eine Gemeinde (Freguesia) im portugiesischen Kreis Proença-a-Nova. In ihr leben 406 Einwohner (Stand 19. April 2021).

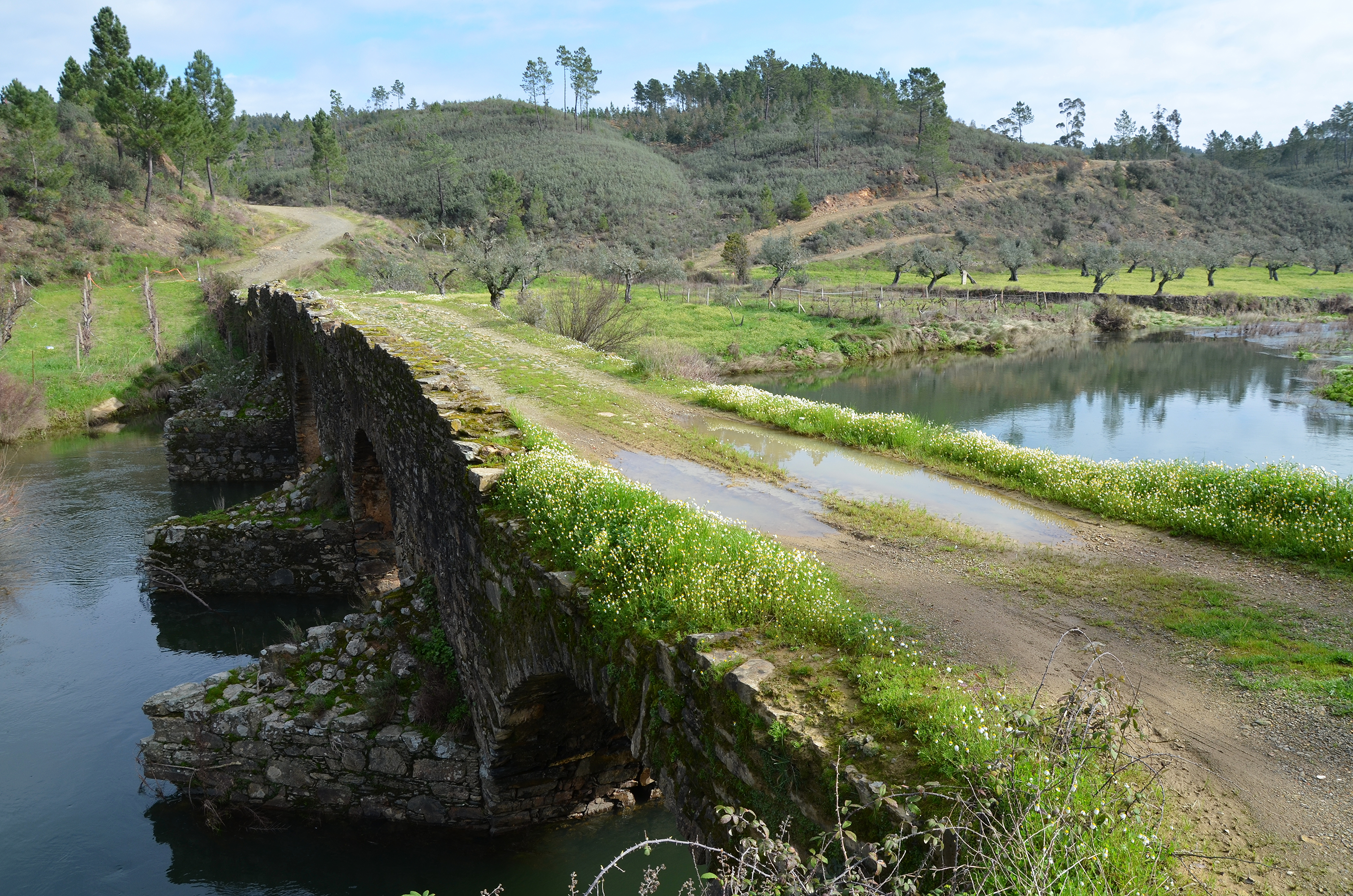
Sechsbogige Römische Brücke über die Ribeira da Pracana